# 北海道根室高等学校
北海道根室高等学校（ほっかいどうねむろこうとうがっこう、Hokkaido Nemuro High school）は、北海道根室市にある公立（道立）の高等学校。日本で最東端に位置する高校である。略称は「根高（こんこう）」。道内では初となる全日制専門学科（商業科・事務情報科）への単位制導入校である。また、日本の公立高校で数少ないロシア語学科がある高等学校でもある

## 統合前の沿革

### 北海道立根室高等学校
- 1906年
  - 2月27日 - 北海道庁立根室実業学校として設置される。
  - 5月1日 - 開校式を挙行する。
- 1909年2月7日 - 別科（漁業科・造船科）開設が認可される。
- 1915年4月1日 - 北海道庁立根室商業学校と改称する。別科は廃止となる。
- 1944年4月1日 - 北海道庁立根室中学校となる。
- 1947年5月 - 併置中学校を設置する。
- 1948年4月1日 - 学制改革により、北海道立根室高等学校となる。
- 1949年3月 - 併置中学校解消。
- 1950年1月16日 - 北海道立根室女子高等学校との統合を明示する。

### 北海道立根室女子高等学校
- 1907年
  - 4月1日 - 根室町立女子職業学校が設置される。
  - 6月1日 - 開校式を挙行する。
- 1919年
  - 3月31日 - 根室町立女子職業学校は廃止となり、根室町立実科高等女学校の設置が許可される。
  - 4月25日 - 根室町立実科高等女学校が正式に開校する。
- 1920年12月1日 - 根室実科高等女学校と改称する。
- 1923年3月1日 - 北海道庁立根室高等女学校と改称する。
- 1947年
  - 5月1日 - 5年制の高等女学校となる。併置中学校を設置する。
  - 11月1日 - 北海道立根室高等女学校と改称する。
- 1948年4月1日 - 学制改革により、北海道立根室女子高等学校となる。
- 1949年3月 - 併置中学校解消。
- 1950年1月16日 - 北海道立根室高等学校との統合を明示する。

## 統合後の沿革

### 北海道根室高等学校
- 1950年 
  - 4月1日 - 男女共学の北海道根室高等学校となる[1]。
  - 4月15日 - 北海道根室高等学校として開校式・入校式を挙行する。
- 1960年12月18日 - 校舎新築落成[2]。
- 1995年10月25日 - 創立90周年記念式典と新校舎落成記念式典を挙行する。
- 2017年4月 - 北海道根室西高等学校との統合新設校として全学科で単位制を導入。
- 2024年8月 - 校内でカビが大量発生し臨時休校[3]。

## 部活動

### 運動部
- 野球
- 卓球
- 柔道
- 陸上競技
- バドミントン
- 男子バスケットボール
- 女子バスケットボール
- サッカー
- 男子バレーボール
- 女子バレーボール
- ソフトテニス
- 剣道
- 山岳
- アマチュアレスリング
- 水泳

### 文化部
- 科学
- ESS
- 演劇
- 美術
- 茶道
- 写真
- 書道
- 商業研究

### 同好会
- ロック
- スケート
- アイスホッケー
- フェアトレード

### 外局
- 放送
- ボランティア
- 吹奏楽
- 北方領土根室研究

## 主な出身者
- 浜谷公宏 - スピードスケート選手（1984年サラエボオリンピック・1988年カルガリーオリンピック代表）
- 袴谷憲昭 - 仏教学者、駒澤大学教授
- 飯田三郎 - 作曲家
- 三遊亭金八 - 落語家
- 福島聡司 - 映画プロデューサー（『ノルウェイの森』『謝罪の王様』『レディージョーカー』）
- 柴田平美 - 北海道文化放送アナウンサー
- 日野まり - 声優
- 長谷部亮一 - 経済学者、小樽商科大学学長
- 長谷川俊輔 - 元北海道根室市長

## 備考
北海道根室高等学校は日本で最東端の高等学校である。
- 北海道礼文高等学校（最北端）
- 沖縄県立八重山農林高等学校（最西端）
- 沖縄県立八重山商工高等学校（最南端）